# Metipocregyes affinis
Metipocregyes affinis là một loài bọ cánh cứng trong họ Cerambycidae.